# Aranda de Duero
Aranda de Duero település Spanyolországban, Burgos tartományban. A Duero folyó felső szakaszán épült; a Ribera del Duero borvidék központja. Aranda de Duero Baños de Valdearados, Quemada, Zazuar, Vadocondes, Fresnillo de las Dueñas, Fuentespina, Campillo de Aranda, Castrillo de la Vega, Villalba de Duero, Gumiel de Mercado, Quintana del Pidio, Gumiel de Izán és Villanueva de Gumiel községekkel határos. Lakosainak száma 33 757 fő (2024).

## Híres emberek
- Itt született Antonio Gutiérrez de Otero y Santayana spanyol altábornagy (1729–1799)

## Népessége
A település lakosságának változását az alábbi diagram mutatja:
| Lakosok száma | 29 999 | 30 875 | 31 545 | 32 928 | 33 229 | 33 065 | 32 621 | 32 856 | 33 084 | 33 757 |
|               | 2001   | 2004   | 2006   | 2009   | 2011   | 2014   | 2016   | 2019   | 2021   | 2024   |